# Черных, Владимир Владимирович
Владимир Владимирович Черных (род. 27 января 1985 года, Новомосковск, СССР) — российский музыкант-баянист, победитель Чемпионата мира среди баянистов и аккордеонистов (2006).

## Биография
Владимир Черных родился 27 января 1985 года в Новомосковске.
Обучение музыки начал в 6 лет в ДМШ №1 в родном городе в классе преподавателя A.М.Красовского. Во время обучения стал лауреатом и дипломантом Международного конкурса им. Н.И.Белобородова (1995, 1997; Тула).
По окончании школы было принято решение продолжить обучение искусству игры на баяне и в 1998 году Владимир поступил в МГМК им. А.Шнитке в класс профессора, Народного артиста России Вячеслава Анатольевича Семёнова, в котором занимался вплоть до окончания обучения в РАМ им.Гнесиных в 2007 году.

## Творческая деятельность
Был солистом оркестра русских инструментов «Москва», Государственного ансамбля русской музыки и танца «Садко», Государственного академического русского народного ансамбля «Россия» имени Людмилы Зыкиной. Являлся приглашённым артистом оркестра Московского музыкального театра «Геликон опера».
Музицировал с оркестрами «Русская филармония», ГСО «Новая Россия», Тюменский филармонический оркестр, Эстрадно-джазовый оркестр «Золотая труба» имени В. Виткалова, мужским хором «Пересвет», хоровой капеллой им. Судакова, хором Сретенского монастыря, «Бурановскими бабушками», звёздами телепроектов «Романтика Романса» и «Ну-ка, все вместе!» Екатериной Гусевой, Владиславом Косаревым и Мариной Фирсовой, солистом Государственной академической хоровой капеллы России им.А. Юрлова Валентином Хмелёвым, солисткой фолк-группы «Ярмарка» и вокального хореографического ансамбля «Русы» Ольгой Орловой.
Гастролировал в Белоруссии, Киргизии, Сербии, Португалии, Испании, Италии, Германии.
В 2024 году был в жюри Чемпионата России по аккордеону и баяну.
Участник мероприятий и концертов «Героям нашего времени», проводимых фондом «Золотые ворота Сибири».

## Награды и премии
- Победитель Международного конкурса имени Андреева в (Санкт-Петербург) и «Кубок Белогорья» (Белгород, 2000)
- Победитель Международного конкурса баянистов и аккордеонистов в Германии (Клингенталь, 2002 г, категория юниоров)[1]
- Победитель Международного конкурса баянистов и аккордеонистов в Испании (Аррасате, 2005)[1]
- Победитель Международного  конкурса аккордеонистов «Кубок Мира» Coupe Mondiale в Норвегии (Аскер, 2006)[9]
- Победитель II Всероссийского музыкального конкурса в номинации «Ансамбли русских народных инструментов» в составе ансамбля «Russian Soul» (Москва, 2017)